# 비디오 판독
비디오 판독은 즉시 재생 기법으로 스포츠 경기에서 사람의 눈으로 판단하기 어려운 것을 초고속 카메라를 이용한 기록 영상물을 보고 판정하거나, 판정 관련 시비를 가리는 판정 기법이다.
많은 종목에서 이를 비디오 챌린지라고 부르기도 한다.

## 축구
축구에서 비디오 판정을 VAR (Video Assistant Referee)라고 부른다. 주심과 부심의 판정을 실시간으로 확인하여, 심판들의 오심이나 확인하지 못한 파울을 확인하여 경기의 질을 개선하기 위해 도입하게 된다. 선수나 감독은 비디오 판독을 신청할 권리가 없으며, 심판이 판정이 애매하다고 생각할 경우 비디오 판독을 하거나 혹은 비디오 부심이 자체적으로 판단하여 주심에게 헤드셋으로 오심을 알려주기도 한다. 그리고 최종 결정은 주심이 하게 된다.  축구에서 VAR의 횟수 제한은 없으며, VAR로 인해 지체된 시간은 추가시간에 포함된다.

### 비디오 판독의 범위

•골(goal)                                                                                                                               
1. 오프사이드
2. 공격수의 반칙
3. 공격 전개 과정에서의 볼 터치라인 아웃 여부

•페널티킥(penalty kick)
1. 페널티킥 여부
2. 페널티킥 에어리어 안에서의 파울인지, 밖에서의 파울인지의 여부
3. 공격수의 반칙
4. 공격 전개 중 볼 터치라인 아웃 여부

•퇴장(sent off the field)
1. 주심이 퇴장성 반칙으로 의심하나 정확히 보지 못한 경우
2. 주심이 보지 못한 퇴장성 반칙
3. 명백한 득점기회 방해 여부

•경고 선수
1. 주심이 선수에게 경고나 퇴장을 잘못 준 경우
2. 경고받을 선수가 확실하지 않은 경우

## 야구

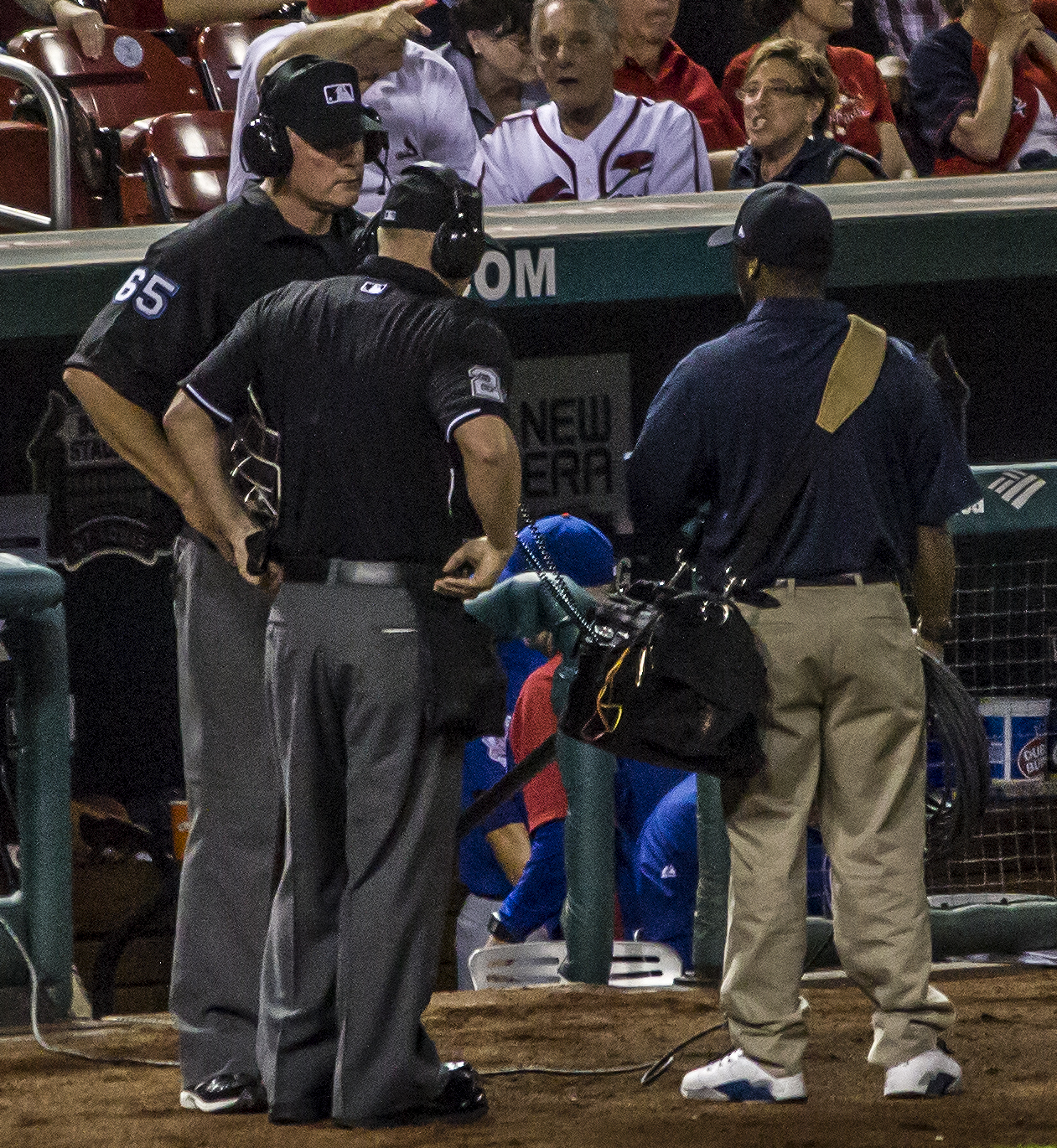
MLB 심판들이 뉴욕에 있는 비디오 판독 센터의 결정을 듣고 있는 중.

야구에서의 비디오 판독은 흔히 챌린지라고 불린다. 야구에서 비디오 판독이 처음으로 시작된 곳은 미국 메이저 리그 베이스볼이며 2014년에 도입했다. 
미국에서는 홈런 여부, 인정 2루타, 직접 폭 포스 플레이, 팬의 수비방해, 태그플레이, 파울·페어, 외야수 낙구, 사구, 희생플라이 시 주자 움직임, 베이스 터치, 선행주자 추월, 안타·실책 등 기록에 대한 판단으로 총 13개 항목에 대해서 비디오 판독이 적용된다.
미국의 챌린지 판독 요청 기회는 2회이며, 결과가 뒤집힐 경우에는 기회가 유지된다. 또한 구단들은 리플레이 장면을 전광판에 틀 수 있으며, 챌린지 이후의 판정 번복은 MLBAM(MLB Advanced Media)에 속해 있는 리플레이 사무국에서 결정하게 된다. Kbo 리그에서는 비디오판독을 정해진 횟수에 따라 할 수 있다. 비디오판독을 많이 하면 비디오판독을 못 쓸 수 있다. 상황 따라 비디오판독 횟수가 다르다.
한국의 KBO 리그에서도 2014년 후반기에 심판합의판정제를 도입해 홈런, 외야 타구의 페어/파울, 포스/태그 플레이에서의 아웃/세이프, 야수의 포구, 몸에 맞는 공, 타자의 파울/헛스윙, 홈플레이트에서의 충돌이라는 총 7개 항목에 대해 비디오 판독을 적용하며, 한국의 챌린지 판독 요청 기회는 심판 판정 번복의 여부에 관계없이 2번으로 한정했다. 다만 추가 합의를 통해 홈런, 외야 타구의 페어/파울 여부는 무제한으로 가능하게 하였다.

## 배구
한국의 배구 리그 V-리그에서 시행중이며, 한국 배구의 비디오 판독 실행이 한국 스포츠 리그와 세계 배구에서의 첫번째였다.
2007-2008 시즌부터 비디오 판독을 도입했으며,  2014-2015 시즌부터 FIVB(국제배구연맹)가 수정한 규칙을 도입해 사용하기 시작했다.

### 판독 기법[3]
1. 판정 모니터는 경기 감독관석에 위치하며 중계방송 화면으로만 실시한다.
2. 판정관은 경기감독관, 심판감독관, 부심 총 3명이 판독한다.
3. 비디오 판독이 불가능할 경우 최초의 주심 판정만이 유효하다.
4. 판정결과는 경기감독관이 발표하며 주심은 비디오 판정에 따른다.

### 판독 절차[3]
1. 팀은 주심 혹은 부심의 판정이 불만족스러울 경우 경기 당 2회에 걸쳐 비디오 판독을 요구할 수 있으며 판독불가 및 심판의 오심 시 각 1회에 한하여 추가로 기회를 부여한다.(비디오판독은 세트 당 1회만 사용 가능하다. 단, 판독 불가 및 심판의 오심 시에는 추가로 횟수를 사용할 수 있다.)
2. 단, 5세트의 경우 어느 한 팀이 10점에 도달 시 양팀에 각각 비디오판독 Special 1회를 추가 부여한다.  ① 10점 이후 신청한 비디오판독이 판독불가 또는 오심일 경우 추가 기회 없음.  ② 5세트 10점 이전에는 기존(경기당 2회를 미 사용시에도 1회만 적용) 비디오 판독은 사용 가능하나 한 팀이 10점 도달시 미 사용한 판독 기회는 자동 소멸된다. 각 팀 감독은 주심의 판정이 있은 후 선수교체 혹은 주심이 서브 휘슬을 불기 전에 즉시 비디오판독을 요청해야 한다. 비디오 판독의 요청은 부저를 누르고 손으로 시그널을 한 후 부심에게 비디오판독 요청 내용을 전달한다.
3. 감독으로부터 비디오판독 내용을 전달받은 부심은 그 내용을 경기 및 심판감독관에게 전달하고, 경기 감독관은 이 사실을 즉시 장내 방송으로 안내하여야 한다.  비디오 판독 시 홈경기 운영책임자는 체육관 내 전광판을 통해 판독요청 장면을 재연할 수 없다.

### 판독 요청 불가 사항[3]
1. 캐치볼
2. 오버핸드 핑거 액션에 대한 더블컨택 (시차가 있는 더블컨택은 판독 요청 가능)
3. 포지션 폴트

- TV 중계방송이 없을 시에는 비디오 판독을 실시하지 않음.

## 테니스
테니스는 호크아이 (심판 보조 시스템)를 2006년 US 오픈 (테니스)에서 처음으로 도입했다. 

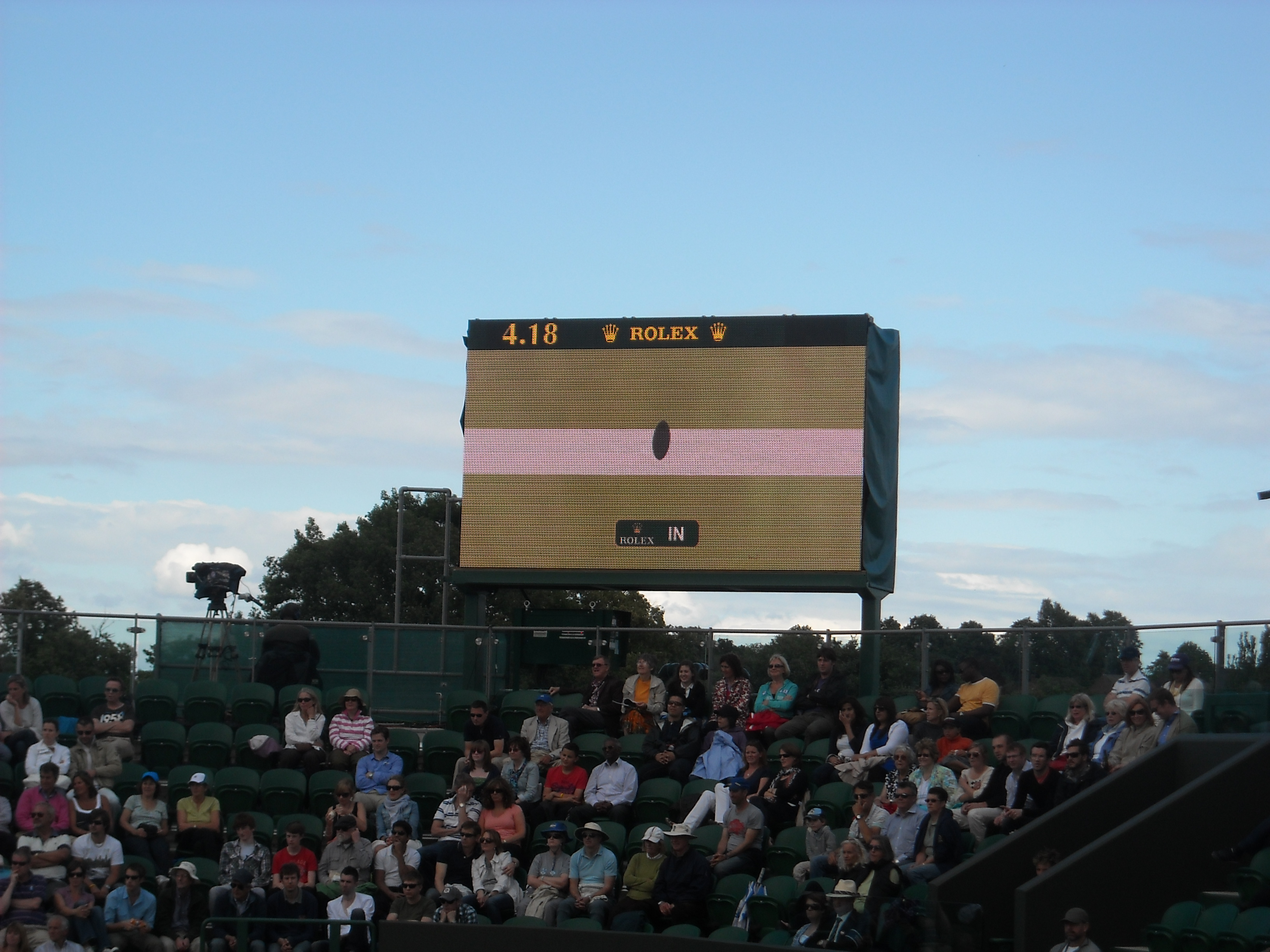
웸블던 경기에서 호크아이를 사용했다.

그 이후 프랑스 오픈을 제외한 모든 테니스 메이저 대회에서 비디오 판독을 사용하기 시작한다. 
테니스 경기에서 선수가 경기중 호크아이 판독을 요청하는 것을 야구와 마찬가지로 챌린지라고 부른다.
한편 챌린지는 세트당 3회로 제한되어 있고, 결과의 번복이 이루어지지 않으면 챌린지 기회 하나가 없어지게 된다. 그리고 타이브레이크일때는 추가의 챌린지 기회가 주어지게 된다.             
경기중의 테니스 공은 시속 200km를 넘나들며, 회전까지 걸려 있다. 따라서 테니스공이 떨어진 지점을 예측하기 위해서는 코트 천장 곳곳에 설치된 10대의 초고속 카메라가 공의 궤적을 촬영하고 이를 3차원으로 변환해 화면에 보여준다.

## 미식축구

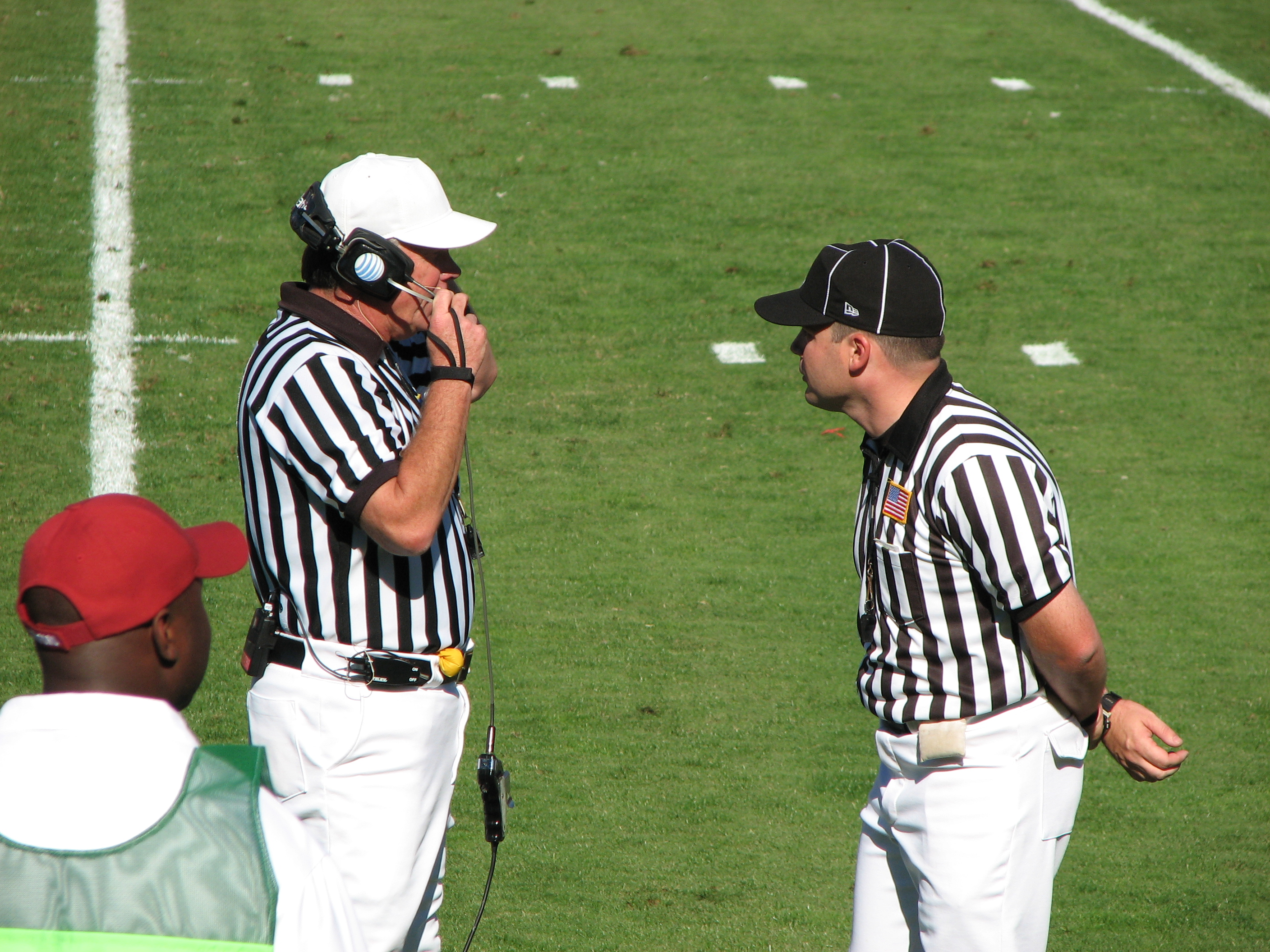
미국 대학 리그에서 비디오 판독을 하는 중

미국의 미식축구 리그인 NFL와 대학리그인FCS에서도 마찬가지로 비디오 판독을 시행한다. 미식축구에서의 비디오 판독을 야구와 테니스와 마찬가지로 챌린지라고 부른다.                                                                                                                         

### 판독 규칙[5]
1. 팀은 전-후반 2분전까지, 그리고 연장전은 끝나기 전까지 비디오 챌린지를 신청할 수 있다.(허용된 시간이 아닌 이외에 시간에는 챌린지 플래그를 던질수 없다.)
2. 경기 당 2번의 챌린지 기회가 부여되며, 두번다 결과의 번복이 일어날 시에 한번의 기회를 더 주게 된다.
3. 챌린지 신청은 오심이라고 생각되는 부분에서 바로 신청해야 한다.(다음 플레이로 넘어갈 시에 그 부분에 대한 챌린지 신청을 할 수 없다.)
4. 챌린지를 실패할 경우 페널티로 타임아웃의 기회를 한번 뺏기게 된다.
5. 챌린지 콜이 받아들여지면 심판은 리플레이 전용 카메라로 가서 영상을 보고, 60초 이내로 판정을 다시 내려야 한다.
6. 아무리 봐도 애매한 경우, 확실하게 맞다 아니다를 판단할 수 없는 경우에 심판의 판정이 옳다고 선언한다.
7. 그 외 기타 등등 (NFL Rulebook 페이지에서 coach's challenge를 검색해서 나머지 확인.)

## 태권도
태권도 중에서도 겨루기 경기 중 비디오 판독을 신청하게 된다. 겨루기 경기 중 코치가 심판의 판정에 이의가 있을 경우, 즉시 비디오 판독을 요청한다. 태권도에서 비디오 판독이 처음으로 시도 된 때는 대한민국에서 2009년 4월 1일날 열린 제3회 한국실업연맹회장기 전국 대회에서 실시되었다. 또한 세계태권도연맹에서는 2009년 6월 10일날 열린 제1회 WTF 세계 장애인 태권도 선수권 대회, 2009 WTF 월드컵 태권도 단체 선수권 대회에서 처음으로 도입했다. 또한 비디오판독위원이 현장에서 판독하게 된다.

### 판독 규칙[7]
1. 코치가 주심에게 즉시 비디오 판독을 요청하는 경우, 심판은 코치에게 무슨 사유로 신청하였는지 묻는다.
2. 비디오 판독은 한 가지 행위에 대해서만 신청이 가능하고, 요청 5초 전에 해당하는 행위만 포함한다.
3. 비디오 판독은 선수와 동일한 국적의 사람이 아닌 사람이 판독하게 된다.
4. 비디오 판독관은 판독이 끝나고 30초 이내로 주심에게 최종 판결을 알려준다.
5. 코치들은 매 경기 한 개의 즉시 비디오 판독권을 가지고 있으며, 판독 결과가 알려지고 점수가 시정되면 요청권을 다시 돌려 받는다.
6. 비디오 판독관의 결정은 최종이며, 더 이상의 항의와 경기 이후의 소청은 받아들여지지 않는다.
7. 청, 홍 선수 착오나 채점 시스템의 오류 등 명백한 착오 시 심판원들 중 누구라도 경기 중 판정의 검토와 정정을 요청할 수 있다. 심판원들이 경기 지역을 벗어난 후에는 그 누구라도 판정의 검토와 정정을 요구할 수 없다.
8. 코치가 비디오 판독권이 없는 상황에서라도 3회전 종료 전 10초 이내 또는 골든포인트 회전 도중 부심 중 누구라도 득점에 이의가 있을 경우 비디오 판독을 요청할 수 있다.

## 농구
한국 프로농구 리그 KBL에서는 2011-2012 시즌부터 비디오 판독을 시행 하기 시작했다. 그리고 나서 여러차례 <비디오 판독에 대한 규칙>이 바뀌기 시작했다.
일단 2011-2012 시즌에는 매 쿼터 종료시점 및 매 연장전 경기종료 상황에 득점이 되고 그 득점이 경기결과에 영향이 있는 상황에서 이용되며 정규리그, 플레이오프에서 모두 시행됨. 이라고 규칙을 정하며 시작한다. 그러다가 2014-2015 시즌에는 "4쿼터 종료 2분 이내, 감독이 1회에 한해 심판에게 비디오 판독을 요청할 수 있음"이라는 규칙이 추가 되고, 2015-2016 시즌에는 경기 중 감독이 1회에 한하여 비디오 판독을 요청할 수 있고, 비디오 판독 결과 판정이 바뀌는 경우, 해당 팀에게 비디오 판독요청 기회 1회 추가 부여라고 2014-2015 시즌의 규정을 수정 하게 된다.

## 같이 보기
- 사진 판정